# Тернівці (Польща)
Тернівці (пол. Tarnawce) — розташоване на Закерзонні село в Польщі, у гміні Красичин Перемишльського повіту Підкарпатського воєводства.
Населення — 516 осіб (2011).

## Географія
Село розташоване на відстані 3 кілометри на північний схід від центру гміни села Красичина, 10 кілометрів на захід від центру повіту міста Перемишля і 53 кілометри на південний схід від центру воєводства — міста Ряшіва.

## Історія
За королівською люстрацією 1589 р. село входило до складу Перемишльської землі Руського воєводства, село було у власності шляхтичів Красицьких.
У 1880 р. Тернівці належали до Перемишльського повіту Королівства Галичини та Володимирії Австро-Угорської імперії, в селі були 101 будинок і 576 жителів та 3 будинки і 29 мешканців на землях фільварку (516 греко-католиків, 81 римо-католик, 8 юдеїв).
У 1939 році в селі проживало 1280 мешканців, з них 740 українців, 420 поляків, 120 польських колоністів міжвоєнного періоду. Село входило до ґміни Пралківці Перемишльського повіту Львівського воєводства.
Наприкінці вересня 1939 р. село зайняла Червона армія. 27.11.1939 постановою Президії Верховної Ради УРСР село у складі повіту включене до новоутвореної Дрогобицької області. В червні 1941, з початком Радянсько-німецької війни, село було окуповане німцями. В липні 1944 року радянські війська оволоділи селом, а в березні 1945 року село зі складу Дрогобицької області передано Польщі. Українців добровільно-примусово виселяли в СРСР. Решту українців у 1947 р. під етнічну чистку під час проведення Операції «Вісла» було виселено на понімецькі землі у західній та північній частині польської держави.
У 1975-1998 роках село належало до Перемишльського воєводства.

## Церква
У 1917 р. українці замість зруйнованої під час війни дерев’яної церкви XVII ст. збудували нову дерев’яну греко-католицьку церкву св. Пророка Ілії. До їх депортації була філіяльною церквою, яка належала до парафії Сливниця Перемиського деканату Перемишльської єпархії.

## Демографія
Демографічна структура станом на 31 березня 2011 року:
|          | Загалом | Допрацездатний вік | Працездатний вік | Постпрацездатний вік |
| -------- | ------- | ------------------ | ---------------- | -------------------- |
| Чоловіки | 251     | 60                 | 170              | 21                   |
| Жінки    | 265     | 59                 | 157              | 49                   |
| Разом    | 516     | 119                | 327              | 70                   |